# HD 186307
HD 186307，又名BD+39 3878，SAO 48737、HR 7499，是一颗恒星，视星等为6.23，位于銀經74.1，銀緯8.4，其B1900.0坐标为赤經19h 38m 32.3s，赤緯+40° 8.4′ 3″。